# Peléjská erupce

Peléjská erupce: 1. oblak popela 2. sopečný spad, 3. lávový dóm, 4. lávová bomba, 5. pyroklastický proud, 6. vrstvy lávy a popela, 7. stratum, 8. přívod magmatu, 9. magmatický krb, 10. dajka.

Peléjská erupce (podle karibské sopky Pelée) je název pro specifický typ explozivní sopečné erupce. Její nejcharakterističtějším znakem je produkce žhavých mračen (fr. nuée ardentes) či lavin vulkanického popela a plynů, nazývaných pyroklastický proud. Také je s erupcí tohoto typu spojen růst vulkanického dómu v přívodním magmatickém kanálu, který má někdy podobu tzv. jehly. Jeho kolaps spouští pyroklastické proudy. Láva tohoto typu erupce je silně viskózní, ryolitově-andezitového složení.
V současnosti nebývá brán jako samostatný typ erupce, ale je řazen k Plíniovskému typu.